# Мариинская женская гимназия (Кременчуг)
Мариинская женская гимназия — среднее учебное заведение, существовавшее в городе Кременчуг с 1866 до 1917 год. Бывшее здание гимназии включено в перечень памятников архитектуры города, в нём располагается Кременчугский лётный колледж.

## История
Во многих крупных городах Российской империи в XIX веке действовали средние общеобразовательные учебные заведения Ведомства учреждений императрицы Марии Александровны, названные в её честь. В Кременчуге женская гимназия была открыта 1 марта 1866 года и располагалась на углу улиц Кагамлыцкой (ныне Гоголя) и Киевской (ныне улица Победы). Для размещения гимназии городской думой был приобретён и переоборудован доходный жилой дом.  

В 1901 году в часть 25-летия гимназии был построен новый современный корпус, пристроенный к уже имеющемуся угловому. В связи с этим событием газета «Неделя строителя» писала: 
Здание со всеми техническими усовершенствованиями. Отопление центральное, паровое, низкого давления, освещение электрическое. Все классные комнаты высокие, обширные, с большим количеством воздуха и прекрасной вентиляцией. Устроен большой рекреационный зал.

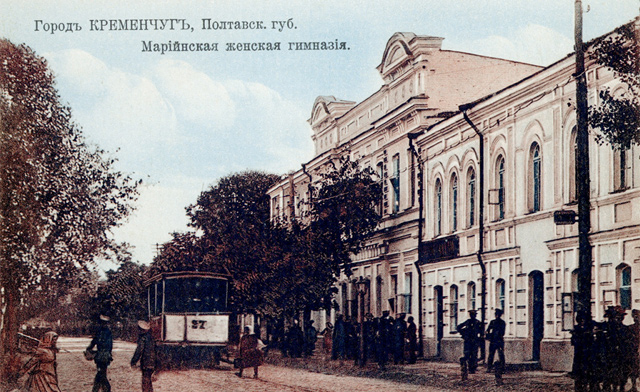
Гимназия в начале XX века

В конце XIX века в восьми классах гимназии обучалось около 350 учениц. Обучение было платным и стоило 50 рублей в год в младших классах и 70 рублей в старших, оплата производилась за полугодие вперед. Плата за учебу составляла около 60% бюджета гимназии. Остальная часть формировалась из благотворительных взносов и взносов городской думы. 
Малоимущих учениц поддерживало благотворительное общество вспомоществования нуждающимся уценицам Кременчугской женской гимназии, возглавляемое директором Александровского реального училища. Лучшие ученицы получали именные стипендии в честь основателей гимназии А. Герике, П. Стронина и О. Гогеля. Помощь гимназии также оказывал попечительный совет, председателем которого долгие годы был доктор Авксентий Трофимович Богаевский.

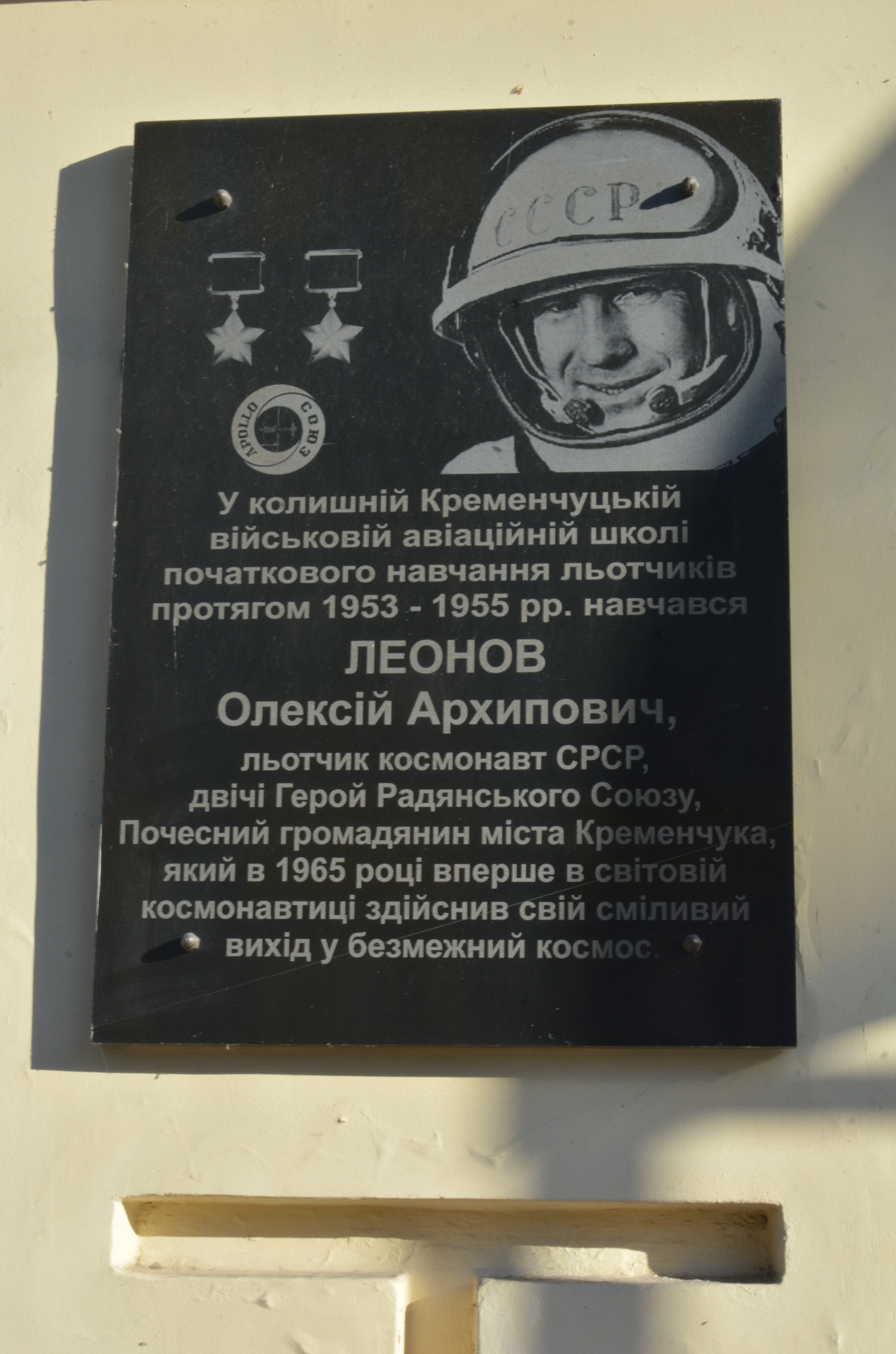
Мемориальная доска на стене бывшей гимназии

После революции и гражданской войны в старом здании гимназии разместился педагогический техникум. В техникуме начался сбор экспонатов, которые затем легли в основу коллекции Кременчугского краеведческого музея. На базе техникума  также возникло Кременчугское краеведческое общество, изучавшее природу и историю края.
В новом здании гимназии разместилась средняя школа № 9. В школе в 1931-1941 годах учился будущий Герой Советского Союза Николай Молочников, получивший звание за мужество и отвагу, проявленные в боях при освобождении Румынии в 1944 году.
После восстановления зданий после Второй мировой войны, в них разместился Кременчугский лётный колледж. В колледже обучались многие известные космонавты, в частности, Леонов, Алексей Архипович, которому посвящена мемориальная доска на стене здания.

## Известные выпускницы
- Блох, Элеонора Абрамовна —  украинская советская скульптор, художник, педагог.
- Флейшиц, Екатерина Абрамовна — первая в Российской Империи женщина-адвокат, первая в СССР женщина — доктор юридических наук.